# Trachelas nigrifemur
Trachelas nigrifemur är en spindelart som beskrevs av Cândido Firmino de Mello-Leitão 1941. 
Trachelas nigrifemur ingår i släktet Trachelas och familjen flinkspindlar. Artens utbredningsområde är Colombia. Inga underarter finns listade i Catalogue of Life.